# Discografia de Deicide
Este anexo lista a discografia da banda norte-americana de death metal Deicide.

## Álbuns

### Estúdio
| Ano  | Título                                                                            | Posições na paradas | Posições na paradas | Posições na paradas |
| Ano  | Título                                                                            | HEA                 | IND                 | FRA                 |
| ---- | --------------------------------------------------------------------------------- | ------------------- | ------------------- | ------------------- |
| 1990 | Deicide - Lançamento: 25 de junho de 1990 - Formatos: CD                          | —                   | —                   | —                   |
| 1992 | Legion - Lançamento: 9 de junho de 1992 - Formatos: CD                            | 11                  | —                   | —                   |
| 1995 | Once Upon the Cross - Lançamento: 18 de abril de 1995 - Formatos: CD - Singles: 4 | 22                  | —                   | —                   |
| 1997 | Serpents of the Light - Lançamento: 12 de outubro de 1997 - Formatos: CD          | 17                  | —                   | —                   |
| 2000 | Insineratehymn - Lançamento: 27 de junho de 2000 - Formatos: CD                   | —                   | —                   | —                   |
| 2001 | In Torment in Hell - Lançamento: 25 de setembro de 2001 - Formatos: CD            | —                   | —                   | —                   |
| 2004 | Scars of the Crucifix - Lançamento: 23 de fevereiro de 2004 - Formatos: CD        | 24                  | 18                  | 140                 |
| 2006 | The Stench of Redemption - Lançamento: 22 de agosto de 2006 - Formatos: CD        | 11                  | 21                  | 99                  |
| 2008 | Till Death Do Us Part - Lançamento: 28 de abril de 2008 - Formatos: CD            | 11                  | —                   | 168                 |
| 2011 | To Hell with God - Lançamento: 15 de fevereiro de 2011 - Formatos: CD             | 10                  | 45                  | 200                 |
| 2013 | In the Minds of Evil - Lançamento: 23 de novembro de 2013 - Formatos: CD          | 32                  | 47                  | —                   |

### Ao vivo
| Ano  | Detalhes                                                                                   |
| ---- | ------------------------------------------------------------------------------------------ |
| 1998 | When Satan Lives - Lançamento: 20 de outubro de 1998 - Gravadora: Roadrunner - Formato: CD |

### Coletâneas
| Ano  | Detalhes                                                                                       |
| ---- | ---------------------------------------------------------------------------------------------- |
| 1993 | Amon, Feasting the Beast - Gravadora: Roadrunner - Formato: CD                                 |
| 2003 | The Best of Deicide - Lançamento: 23 de setembro de 2003 - Gravadora: Roadrunner - Formato: CD |

## DVD
| Ano  | Detalhes                                                                               |
| ---- | -------------------------------------------------------------------------------------- |
| 2006 | When London Burns - Lançamento: 7 de março de 2006 - Gravadora: Earache - Formato: DVD |
| 2007 | Doomsday L.A. - Lançamento: 22 de janeiro de 2007 - Gravadora: Earache - Formato: DVD  |